# Râul Albești, Bârlad
Râul Albești este un curs de apă, afluent al râului Bârlad. 